# Gevlekte adelaarsrog
De gevlekte adelaarsrog (Aetobatus narinari) is een rog uit de familie Aetobatidae. Ook de naam arendskoprog wordt wel gebruikt voor deze vis.
Aetobatus laticeps uit de oostelijke Stille Oceaan en Aetobatus ocellatus uit de Indische- en Stille Oceaan werden lang bij deze soort inbegrepen, maar verschillen genetisch en zijn daarom afgesplitst als aparte soorten. Hierdoor komt de gevlekte adelaarsrog (Aetobatus narinari) alleen voor in de Atlantische Oceaan.
De gevlekte adelaarsrog komt voor op niet al te grote afstand van de kust in de tropische delen van alle oceanen. Het leefgebied bevindt zich vooral boven riffen en in baaien. Meestal wordt er in grote scholen gezwommen.
De maximale lengte van het lijf van de vis is 2,5 meter (zonder staart) terwijl de spanwijdte 3 meter kan zijn. Met staart meegenomen kan de lengte 5 meter bedragen. De zwaarste gevlekte adelaarsrog ooit gewogen was 230 kilo.
De rog voedt zich met onder andere garnalen, oesters, octopussen en inktvissen.

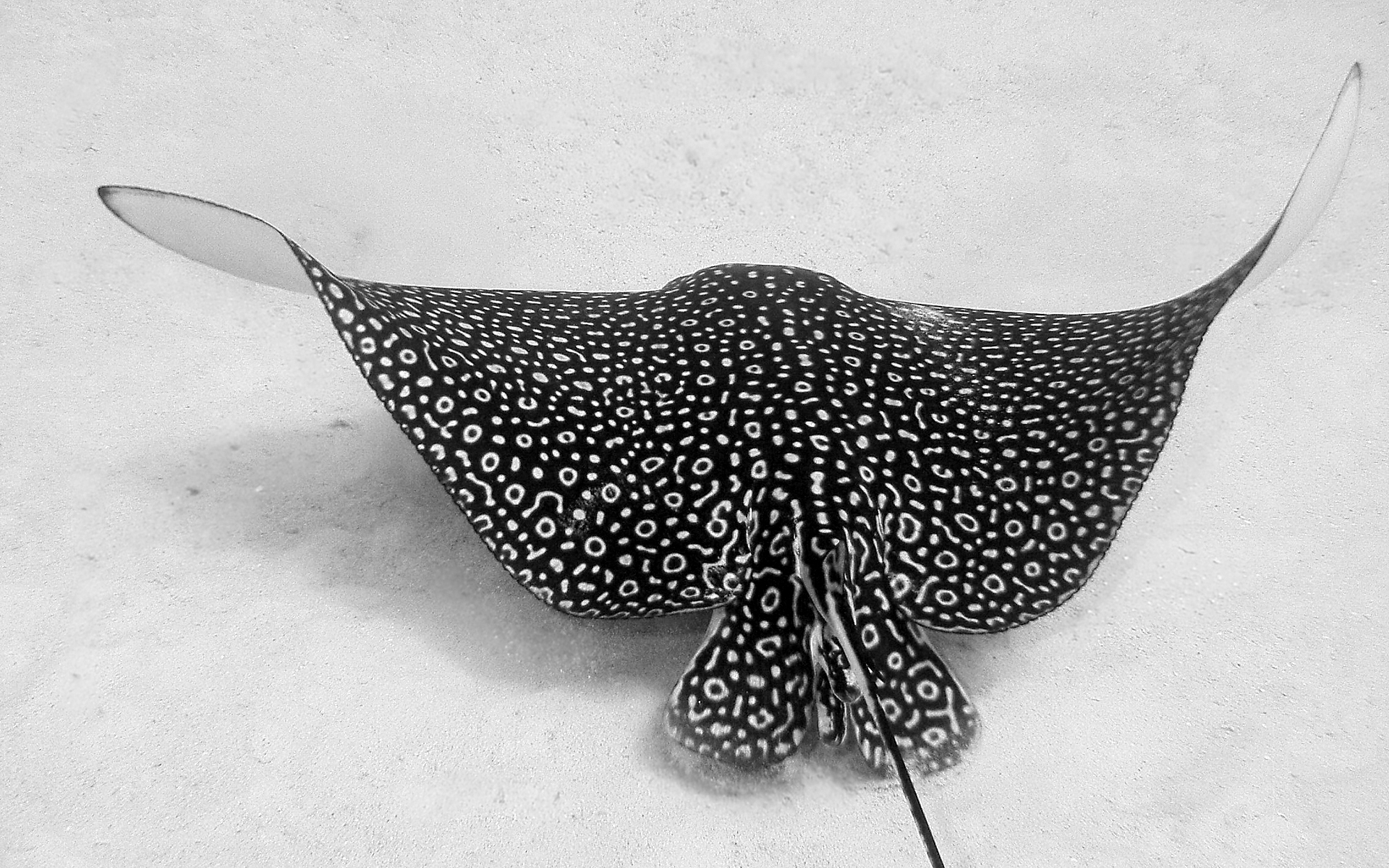
Gevlekte adelaarsrog